# Спомен-биста Јанку Веселиновићу у Београду
Спомен-биста Јанку Веселиновићу  је споменик у Београду. Налази се на Калемегдану у општини Стари град.

## Опште карактеристике
Спомен-биста рад је вајара Перише Милића из 1935. године. Постављена је 7. јуна 1936. године од стране Удружења Подринаца. Јанко Веселиновић (Црнобарски Салаш, 13. мај 1862 — Глоговац, 26. јун 1905) је био српски књижевник.